# 泰格峰
泰格峰（英語：Tiger Peak）是南極洲的山峰，位於維多利亞地的彭內爾海岸，屬於阿納雷山脈的一部分，海拔高度1,490米，現時由南極條約體系管理。

## 外部連結
- 本条目引用的公有领域材料来自美国地质调查局的文档 《泰格峰》 （資料來自地名信息系统）。

70°52′S 165°58′E / 70.867°S 165.967°E